# Vaccinium arctostaphylos
Vaccinium arctostaphylos (чорниця кавказька) — вид кущових рослин з родини Вересові (Ericaceae), поширений у Болгарії, на Кавказі й у західній Азії.

## Опис
Це листопадний кущ, який зростає до 3 м. Цвіте у травні–липні, а насіння дозрівають у вересні. Запилюється комахами.
Тісно пов'язані з V. padifolium, що відрізняються переважно тим, що той, як правило, вічнозелений.

## Поширення
Європа: пд.-сх. Болгарія, європейська Туреччина; Азія: Іран (пн.-зх.), Туреччина (пн.), Вірменія, Азербайджан (пд.), Грузія.
Населяє гірські схили, ялицеві / ялинові або ялицеві / букові ліси, рододендронові чагарники, іноді росте в дубових лісах. Може рости в напівтоні (світла лісиста місцевість) або без тіні. Віддає перевагу вологим ґрунтам.

## Використання
Плоди споживають сирими або приготованими. Плоди соковиті, зі злегка кислим ароматом. Плоди родять рясно в хороших умовах. Грушоподібний плід невеликий, розміром близько 8–10 мм. Листя є чайним замінником.
Рослина культивується. Підходить для: легких (піщаних) та середніх (суглинок) ґрунтів і віддає перевагу добре дренованих ґрунтам. Придатні рН: кислі ґрунти й може рости на дуже кислотних ґрунтах.

## Галерея

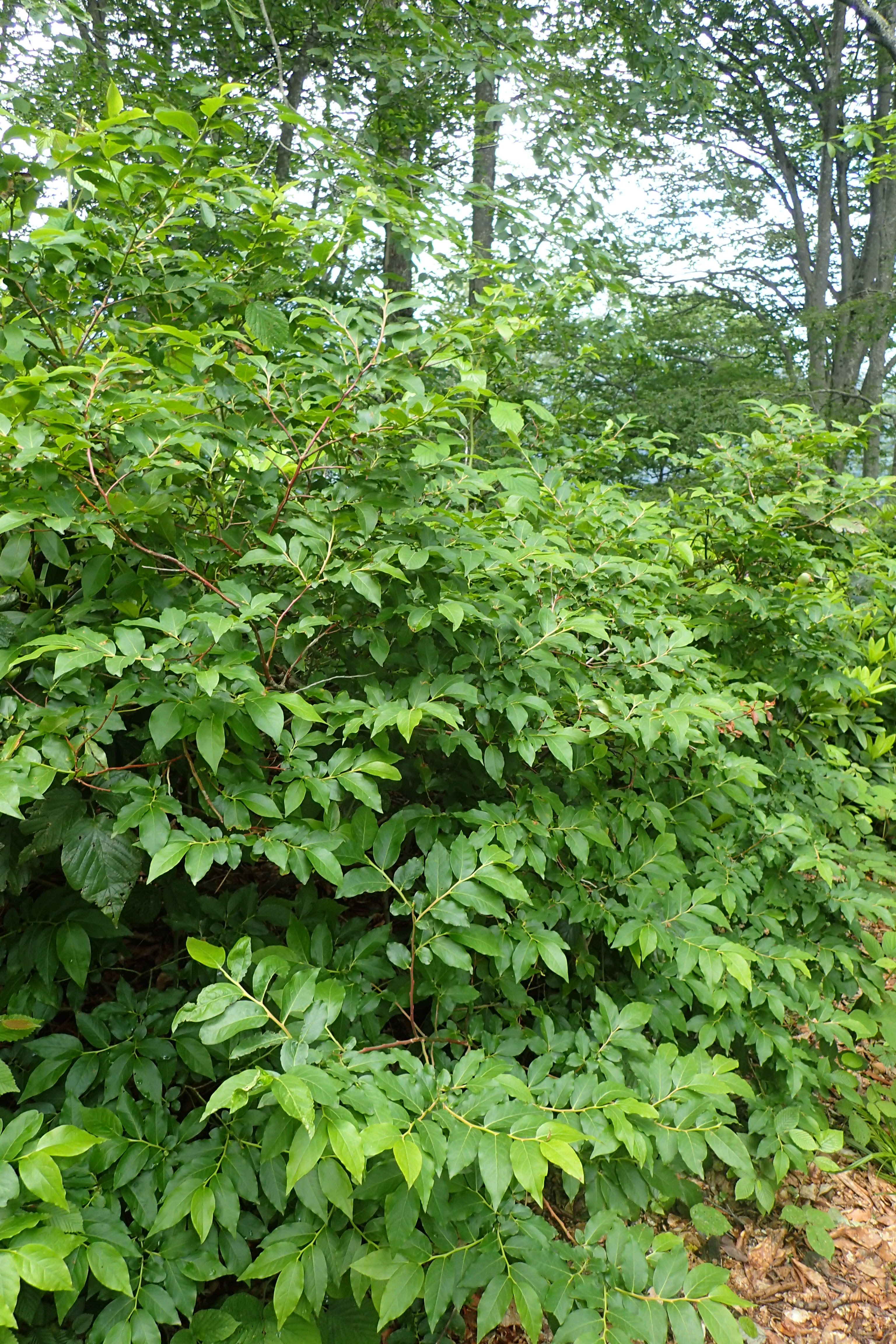
кущ
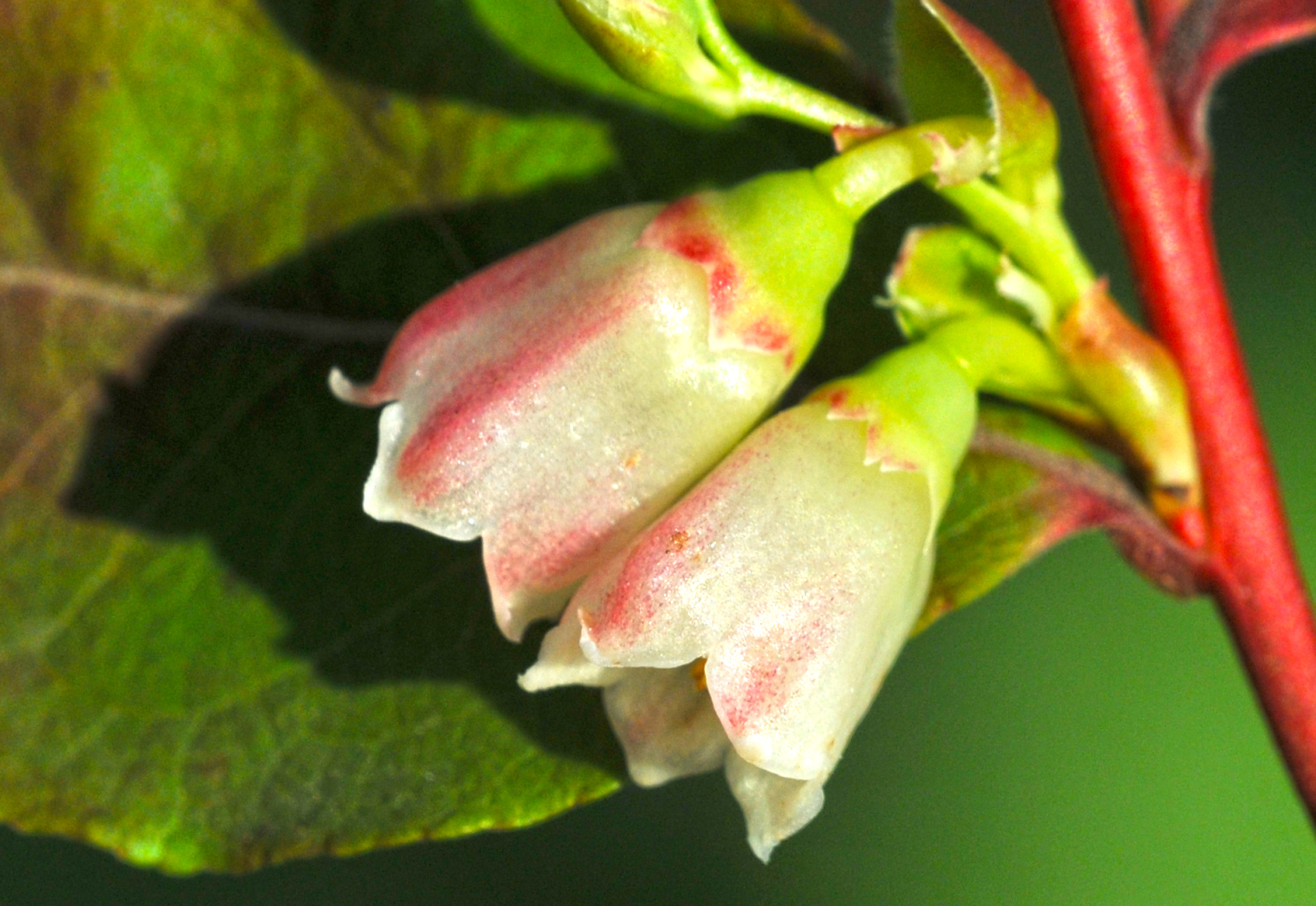
квіти